# Voetbalkampioenschap van Midden-Elbe 1924/25
In 1924/25 werd het vijftiende voetbalkampioenschap van Midden-Elbe gespeeld, dat georganiseerd werd door de Midden-Duitse voetbalbond. Cricket-Viktoria Magdeburg werd kampioen en plaatste zich voor de Midden-Duitse eindronde. De club versloeg SV Cöthen 02 en SV 1909 Staßfurt en verloor dan van VfB Leipzig. 
Dit jaar mochten ook de vicekampioenen naar een aparte eindronde, waarvan de winnaar nog kans maakte op deelname aan de nationale eindronde. Fortuna versloeg Sportfreunde Halle en verloor dan van Brandenburg 01 Dresden. 
Teutonia Genthin nam de naam VfL 1912 Genthin aan. 

## Gauliga
| Plaats | Club                           | Wed. | W  | G | V  | Saldo | Ptn.  |
| ------ | ------------------------------ | ---- | -- | - | -- | ----- | ----- |
| 1.     | MFC Cricket-Viktoria Magdeburg | 16   | 13 | 2 | 1  | 45:16 | 28:4  |
| 2.     | FV Fortuna 1911 Magdeburg      | 16   | 9  | 3 | 4  | 41:20 | 21:11 |
| 3.     | SV Viktoria 1896 Magdeburg     | 16   | 7  | 3 | 6  | 34:22 | 17:15 |
| 4.     | SC 1900 Magdeburg              | 16   | 8  | 1 | 7  | 34:26 | 17:15 |
| 5.     | SuS 1898 Magdeburg             | 16   | 8  | 1 | 7  | 22:26 | 17:15 |
| 6.     | Magdeburger FC Preußen 1899    | 16   | 7  | 1 | 8  | 33:41 | 15:17 |
| 7.     | BFC Preußen 02 Burg            | 16   | 5  | 2 | 9  | 31:38 | 12:20 |
| 8.     | VfL 1912 Genthin               | 16   | 3  | 5 | 8  | 22:46 | 11:21 |
| 9.     | Magdeburger SC Germania 1898   | 16   | 1  | 4 | 11 | 10:37 | 6:26  |

|  | Kampioen, geplaatst voor Midden-Duitse eindronde           |
|  | Geplaatst voor Midden-Duitse eindronde voor vicekampioenen |
|  | Degradatie                                                 |